# 김도태
김도태(金道泰, 1891년 9월 11일~1956년 12월 26일)는 한국의 교육인이다. 일제강점기 초기의 독립운동 공적과 말기의 친일 논설 기고 행적이 공존한다.

## 생애
평안북도 정주군 출생이다. 정주의 오산학교를 거친 뒤 일본에 유학하여 1912년 정칙영어학교를 졸업했다. 이후 지리와 역사를 가르치는 교사가 되어 만주의 신흥무관학교와 재령군의 기독교 계열 학교인 명신학교에서 근무했다.
1919년 3·1 운동에는 민족대표 48인 중 한 사람으로 참가했다. 김도태는 기획 단계에서 기독교 측과의 교섭을 원하는 최남선과 오산학교 설립자인 이승훈 사이의 연락책으로서 중요한 역할을 했다. 이 사건으로 체포되어 재판을 받았지만 이듬해 무죄 판결을 받고 풀려났다.
1921년에 휘문고등보통학교 교사가 되었다. 일제 당국에 따르면 배일사상을 갖고 있고 이를 선전할 우려가 있는 자로 기록되어 있었으나, 일제 강점기 말기의 전쟁 시국에서는 친일 논설을 다수 발표해 사상적으로 전향했다.
1945년 경성여자상업학교(現 서울여상)교장을 비롯해 대한민국 건국 후 문영여자중학교와 휘문중학교 교장을 지냈고, 조선지리학회(現대한지리학회) 회장도 역임했다.
1949년 공군사관학교 교수가 되었다가 얼마 후 다시 경성여상 교장에 재임용되었다.
1956년 향년 66세로 사망했다.

## 사후
- 대한민국 정부는 그의 공헌을 기려 1968년 대통령 표창을 추서하였고, 1980년 건국포장을 추서하였으며, 다시 1990년 건국훈장 애국장을 추서하였다.
- 2008년 민족문제연구소에서 친일인명사전에 수록하기 위해 정리한 친일인명사전 수록예정자 명단에 포함되었지만 친일 행적 논란 때문에 보류되었다. 경주 김씨 문중에서는 김도태(金道泰)가 조국의 자유수호와 광복을 위하여 몸바쳤다고 주장하고 있다.

## 같이 보기
- 3.1 운동
- 민족대표 48인
- 민족대표 33인
- 최남선
- 이승훈

## 참고자료
- 김도태 : 독립유공자 공훈록 - 국가보훈처
- 김도태(金道泰) - 국사편찬위원회